# 2488 Bryan
2488 Bryan è un asteroide della fascia principale. Scoperto nel 1952, presenta un'orbita caratterizzata da un semiasse maggiore pari a 2,2638164 UA e da un'eccentricità di 0,2238130, inclinata di 6,89296° rispetto all'eclittica.